# Agram 2000
Agram 2000 (Аграм-2000) — хорватский пистолет-пулемёт, созданный в начальный период гражданской войны в Югославии. Использовался отрядами самообороны, партизанско-повстанческими и диверсионно-террористическими формированиями, а также некоторыми подразделениями хорватской армии, однако на вооружение официально принят не был. Пистолет-пулемёт оказался популярным среди преступников, поскольку произведённое в условиях военного времени оружие не отстреливалось для пулегильзотеки МВД и (кроме отдельных выставочных образцов) не имело даже маркировки.

## Разработка
Пистолет-пулемёт Agram 2000 был разработан хорватским конструктором-самоучкой Иваном Вугреком (хорв. Ivan Vugrek) и серийно выпускался с 1992 года. Он был разработан во время войны в Хорватии и использовался в качестве оружия самообороны хорватских военизированных формирований, воевавших против сербов и бошняков. В частности, он предназначался для скрытого ношения при выполнении партизанских операций. В исходную конструкцию оружия в дальнейшем были внесены некоторые изменения.

## Описание действия
Автоматика работает за счёт использования энергии отдачи свободного затвора. Ствольная коробка выполнена из стальной трубы, в передней части которой сделаны 18 вентиляционных отверстий для охлаждения ствола. Ударно-спусковой механизм куркового типа, стрельба ведётся с переднего шептала. Флажковый предохранитель переводчик размещен с левой стороны ствольной коробки.
Ствол удерживается в ствольной коробке при помощи вкладыша. На дульной части ствола имеется шесть групп по четыре отверстия в каждой группе для снижения давления пороховых газов при стрельбе с глушителем. Без использования глушителя отверстия закрывает навинченная на ствол трубка-кожух.
Ствол легко интегрируется с глушителем.
Прицел открытый, включает мушку и перекидной целик с отметками 50 и 150 метров.
Приклад отсутствует, его функции отчасти выполняет ремённая петля, прикреплённая к задней части ствольной коробки.
Оружие изготовлено из недефицитных материалов на неспециализированном станочном оборудовании и потому отличается невысоким качеством и сравнительно небольшим ресурсом. Отсутствие приклада и короткий ствол в сочетании с примитивными прицельными приспособлениями существенно ограничивают дальность и снижают эффективность прицельной стрельбы.
Оружие простое в изготовлении: все его 56 деталей изготавливаются штамповкой. По оценке А. И. Благовестова, стоимость оружия на чёрном рынке составляла всего 500 немецких марок. В то же время ствол изготавливается крайне небрежно, а работающая на растяжение боевая пружина снижает надёжность и живучесть оружия. Сборка оружия является достаточно сложной из-за большой жёсткости возвратной пружины.
Ёмкость магазина составляет всего 22 патрона: малый размер магазина приводит к снижению практической скорострельности оружия.

## Варианты и модификации
- «Аграм» («Аграм-1995»), базовая модель 1992 года: имеет прямой коробчатый магазин, цевьё отсутствует[10].
- «Аграм-2000», модель 1997 года: отлаженная конструкция, имеет секторный магазин и пластмассовое цевьё с отверстием для большого пальца.
- «Аграм-2002» — более поздняя модификация, имеет прямой коробчатый магазин, регулируемый прицел с установками до 250 м и пластмассовое цевьё изменённой формы[11].

## Оружие преступников
По данным А. И. Благовестова, пистолет-пулемёт попадал в СНГ контрабандным путём и нередко использовался боевиками разных преступных группировок. На начало 2002 года по картотеке МВД РФ прошло около 60 штук, по меньшей мере ещё несколько изъяли позднее. Среди преступлений, вызвавших общественный резонанс, можно упомянуть:
- 1996 год — убийство народного депутата Украины Евгения Щербаня в Донецке, Украина[15].
- 1998 год — убийство депутата Галины Старовойтовой в Петербурге.[16]
- 2000 год — тройное убийство у гостиницы «Астория» (Санкт-Петербург)[17].
- 2001 год — убийство зам. префекта Зеленоградского округа Москвы Л. Облонского[18].
- 2005 год — перестрелка в ресторане «Желтая субмарина» (Москва)[19].
- 2007 год — убийство Чингиза Ахундова, лидера азербайджанской преступной группировки (Москва)[20].
- 2007 год — покушения на замначальника УБОП УВД Калининградской обл. Д.Маликова
- 2011 год — убийство депутата, лидера Партии промышленников и предпринимателей Александра Коробчинского (Одесса)[21].